# Széchényi Imre (agrárpolitikus)
Sárvári és felsővidéki gróf Széchényi Imre (Szül: Mária Imre József Lajos Henrik Ferenc) (Horpács, 1858. március 31. – Somogyvár, 1905. november 25.) a magyar agrár mozgalmak egyik legtevékenyebb tagja, sportvezető, 1904–1905 között a Magyar Olimpiai Bizottság elnöke.
Mert azon nemzet, mely a földet kiadja kezéből, megszűnik nemzet lenni.

## Élete
Széchényi Dénes gróf és Hoyos Mária grófnő fia. Nevelése befejeztével 1881-ben hosszabb tanulmányutat tett több ifjú mágnással Amerikában és itt szerzett tapasztalatait az agrárius eszméknek szentelte. Ezeknek védelmére kelt a napi sajtóban; különösen a Pesti Naplóban tett közzé cikkeket és a Gazdakör vitáin felszólalt. Visszatérése után élénk részt vett Somogy vármegye politikai, de különösen gazdasági életében; több évig a megye közgazdasági előadója volt. A Magyar Tudományos Akadémia megbízásából megírta Somogy vármegye monográfiáját. Mind a főrendiházban, mind a közéletben főleg mezőgazdasági kérdéseket karolt fel, és a nemzetközi kongresszuson jelentős szerep jutott neki. Mint homokszőlő-telepítési magyar királyi kormánybiztos is működött. Tartalékos hadnagy volt a 4. huszárezredben, császári és királyi kamarás, helyet foglalt a Magyar Földhitelintézet felügyelő bizottságában, a mezőgazdasági ipar-részvénytársaság, a magyar ipar- és kereskedelmi bank és a Magyar Általános Hitelbank igazgatóságában. Tagja volt a katolikus központi kongrua-bizottságnak és alelnöke a Magyar Atlétikai Klubnak, egyik alapítója volt a Magyar Mezőgazdák Szövetkezetének. Elsősorban agrárpolitikai témákkal és a népesedési viszonyokkal foglalkozott, útnak indította a dunántúli egykeellenes mozgalmat.
Cikke a Nemzetgazdasági Szemlében (1892. Somogy vármegye közgazdasági és közművelődési állapota).

## Munkái
- Somogyvári I. «Amerikai levelek» egy hosszabb zárszóval. Budapest, 1883 (Előbb a M. Földben voltak közölve). Online
- Birtokminimum és homstead. Válasz Láng Lajos a Nemzet 83, 86. és 89. számaiban megjelent czikkeire. uo, 1883
- Somogy megye. Felolvastatott a m. tud. Akadémia 1892. ápr. 4. ülésében, öt grafikai rajzzal. uo, 1892
- Telepítési törekvések. Uo. 1893 (Ism. Nemzetgazdasági Szemle 1894.).
- Bimetallismus és a termények árhanyatlása. uo, 1896
- A somogyvári Kapuvár, illetőleg Szt.-Egyed apátság történetének vázlata. Az 1896. máj. 28. tartott kapuvári millenniumi ünnepély alkalmára. uo, 1896
- Szövetkezeti alapon való kölcsönös biztosítás. Felolvasta Szegeden. uo, 1899
- Az egyke (Az egy gyermekrendszerről) uo, 1906 (Gróf Széchényi Viktor előszavával, Ism. Budapesti Hirlap 324. sz.)